# 魯道夫·羅傑斯
魯道夫·羅傑斯（Randolph Rogers、1825年6月6日—1892年1月15日）是一位美國新古典主義雕塑家。他為一名在義大利度過大部分時間的僑民，他的作品範圍從流行主題到重大委託，包括美國國會大廈的哥倫布門（Columbus Doors）和美國內戰紀念碑。

## 生平
羅傑斯出生於紐約州滑鐵盧，小時候全家搬到了密西根州安娜堡。
他對木刻和木雕產生了興趣，並於1847年左右搬到紐約市，但未能找到雕刻師的工作。當他在一家乾貨店當店員時，他的雇主發現了他天生的雕塑家天賦，並為他提供了前往義大利的資金。1848年，他開始在佛羅倫斯學習，並在洛倫佐·巴托里尼（Lorenzo Bartolini）的指導下進行了短暫學習.。隨後，他於1851年在羅馬開設了一家工作室。他一直居住在羅馬直至1892年去世。
他的職業生涯始於雕刻兒童雕像和遊客半身像。他不喜歡使用大理石，因此他的所有大理石雕像都是由義大利工匠在他的監督下在工作室中根據他用另一種材料製作的原件複製的。這也使他能夠從自己的暢銷作品中獲利。他的第一部大型作品是《露絲拾遺》（Ruth Gleaning，1853），以《舊約》中的人物為原型。事實證明，它非常受歡迎，他的工作室製作了多達20件大理石複製品。他的下一部大型作品是《龐貝城的盲花女孩妮迪亞》（Nydia, the Blind Flower Girl of Pompeii）（1853-54），改編自愛德華·布爾沃-李頓1834年的暢銷小說《龐貝城的最後日子》（The Last Days of Pompeii）中的角色。事實證明，它更受歡迎，他的工作室製作了至少77個大理石複製品。
1855年，他收到了美國的第一個重大委託：為美國國會大廈東側設計巨大的青銅門。他選擇描繪克里斯多福·哥倫布的生活場景。哥倫布門在羅馬建模，在慕尼黑鑄造，並於1871年安裝在華盛頓特區。
1857年雕塑家托馬斯·克勞福德（Thomas Crawford）去世後，羅傑斯完成了里士滿州議會大廈華盛頓紀念碑的雕塑。
他設計了四個主要的美國內戰紀念碑：葛底斯堡國家公墓的士兵國家紀念碑（1865-1869）；普羅維登斯的羅德島士兵和水手紀念碑（1866-1871）；底特律的密西根士兵和水手紀念碑（1867-1872）；以及麻薩諸塞州伍斯特的士兵紀念碑（1871-1874）。
他為《康乃狄克州的天才》（1877-1878）建模，這是一座青銅女神，裝飾著哈特福德康乃狄克州議會大廈的圓頂。它在1938年的颶風侵襲時損壞，並在第二次世界大戰期間被熔化成廢金屬。雕像的石膏模型現在在建築物內展出。
1873年，他成為第一位入選義大利聖盧卡學院的美國人，並於1884年被國王翁貝託一世封為爵士。
羅傑斯於1882年中風，從此再也無法工作。他把他的論文和雕塑的石膏模型留給了密西根大學，那裡還有一個妮迪亞的複製品。